# Schlager-Spaß mit Andy Borg
Schlager-Spaß mit Andy Borg ist eine deutsche Musiksendung und Unterhaltungsshow des SWR, die seit 2018 von Andy Borg moderiert und präsentiert wird.

## Konzept
Die Sendung wird mit dem Titellied Beim Andy von Andy Borg eröffnet. Er begrüßt im Laufe der Sendung verschiedene Künstler und Künstlergruppen meist aus den Genres Schlager, Volks- und Blasmusik. Zum Abschluss der Sendung singen alle Stars bekannte Schlager und Evergreens.
Der Fokus der Sendung liegt größtenteils auf der Musik und es finden verhältnismäßig wenige Dialoge statt. Auch die Ankündigungen der nächsten Künstler und deren Darbietungen sind kurz und prägnant. Ausnahmen hiervon sind das Verlesen von Fanpost und Telefonate aus dem Studio an Zuschauer. Musikwünsche, die über diese Interaktionen mit den Zuschauern entstehen, werden im Format Jukebox von einzelnen Gästen erfüllt.

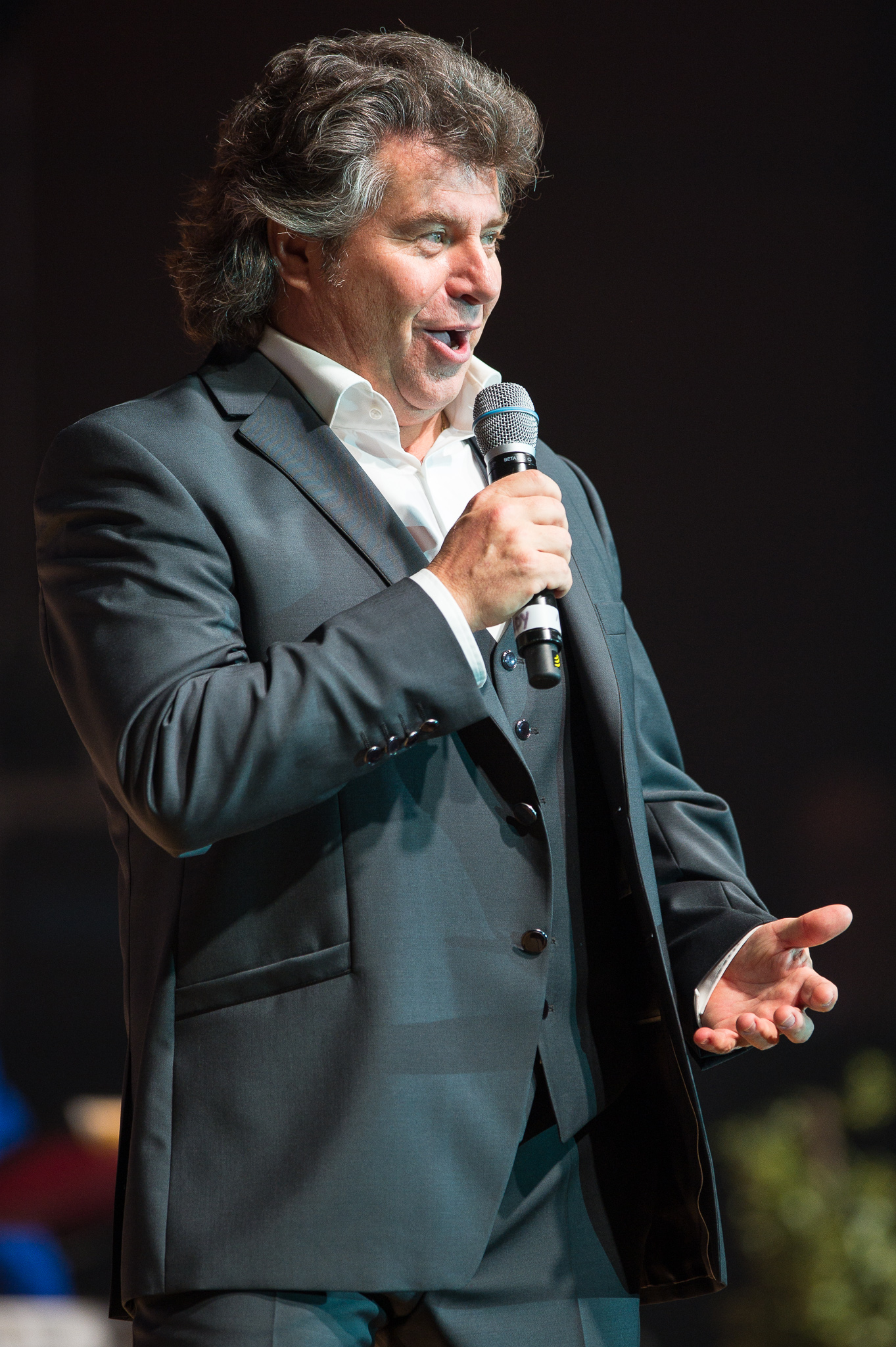
Moderator Andy Borg

Bis zu Beginn der COVID-19-Pandemie im Jahr 2020 saßen, wie bei Musiksendungen üblich, externe Zuschauer im Studio und die musikalischen Gäste kamen lediglich zu ihrem Auftritt auf die Studiobühne. Durch die pandemiebedingten Einschränkungen musste die Produktion ab Folge 18 auf Zuschauer verzichten. Zum Ausgleich wurden alle an der Episode beteiligten Künstler von Anfang an auf die Zuschauerplätze gesetzt. Dies wurde auch nach Aufhebung der Einschränkungen beibehalten und stellt eine Besonderheit dar. Die Fernsehzuschauer sehen somit dauerhaft die Künstler, welche die anderen, gerade auftretenden Künstler durch Mitsingen, Klatschen und Tanzen unterstützen.

## Ausstrahlung
Neue Folgen werden meist monatlich an einem Samstag oder Feiertag um 20:15 im SWR und SR-Fernsehen sowie seit 2023 auch im MDR-Fernsehen ausgestrahlt. Seit Herbst 2024 wiederholt das BR-Fernsehen sonntags die Sendung. Darüber hinaus laufen regelmäßig Wiederholungen auf allen Dritten Programmen der ARD. Die zuletzt ausgestrahlten Folgen sind in der ARD Mediathek abrufbar. In Österreich strahlt ORF 2 die Sendung aus.

## Episoden

### Reguläre Episoden
| Nr. | Erstausstrahlung | Gäste |
| --- | ---------------- | --- |
| 01  | 22. Dez. 2018    | Alphornklang, Die Amigos, Cindy Berger, Fantasy, Die Jauchzaaa, Kastelruther Spatzen, Christian Lais, Schwobablech, Sigrid & Marina |
| 02  | 19. Jan. 2019    | Alpin KG, Bernhard Brink, Olaf der Flipper, Michael Holm, Patrick Lindner, Stefan Mross, Alex Reichinger, Stadtmusik Schwenningen, Anna-Carina Woitschack |
| 03  | 16. Feb. 2019    | Gaby Albrecht, Sašo Avsenik und seine Oberkrainer, Roberto Capitoni, Blaskapelle Keine Stille Stunde, Mitch Keller, Peter Kraus, Judith und Mel |
| 04  | 30. Mrz. 2019    | Die Amigos, Calimeros, Bata Illic, Anita & Alexandra Hoffmann, Helmut Lotti, Nockis, Blaskapelle Peng, Lena Valaitis, Die jungen Zillertaler |
| 05  | 22. Apr. 2019    | Ross Antony, Die Fetzigen, Nik P., Marc Pircher, Anna-Carina Woitschack |
| 06  | 11. Mai 2019     | Böööhmis, Hansi Hinterseer, Pascal Huber, Mara Kayser, Dorthe Kollo, Stefan Mross, Oswald Sattler, Uwe Sauter, Truck Stop, Günter Wewel |
| 07  | 29. Jun. 2019    | Beatrice Egli, Captain Freddy, Wolfgang Heyer, Reiner Kirsten, Atsuko Kleinmann, Eric Wilhelm Kleinmann, Liane, Nicki, Albdorfmusikanten Pfronstetten, Rosanna Rocci, Schneiderwirt-Trio, José Valdes |
| 08  | 27. Jul. 2019    | Die Amigos, Belle Moustache, Die Eldseer, Thomas Fröschle, Höhner, Monika Martin, Monique, Ronny Weiland, Tina York, Giovanni Zarrella |
| 09  | 24. Aug. 2019    | Ophelia Margareta Blume, Graham Bonney, Dorfrocker, Feuerwehr Gaildorf, Föhrenberger Blasmusik, Elisabeth Höltershinken, Wolfgang Krebs, Willy Lempfrecher, Patrick Lindner, Melanie, Janis Nikos, Oesch’s die Dritten, Shanty-Chor Marinekameradschaft Rottenburg, Sigrid & Marina, Sophie Luise, Emilia Walbröl |
| 10  | 14. Sep. 2019    | Chris Andrews, Heinrich del Core, DirndlRockBand, Dirndl Samma, Die Grubentaler, Patricia Günther, Stefanie Hertel, Anita & Alexandra Hofmann, Bauernkapelle Mindersdorf, Heintje |
| 11  | 19. Okt. 2019    | Jan-Niklas Apking, Jürgen Drews, Gäumoggel, Eberhard Hertel, Claudia Jung, Andreas Mangin, Marc Marshall, Michael Morgan, Birgit Schrowange, Ireen Sheer, Musikkapelle Stetten, Zillertaler Haderlumpen |
| 12  | 9. Nov. 2019     | G. G. Anderson, Fantasy, Niko & Roland Fitz, Johannes Kalpers, Münchner Zwietracht, Peter Kraus, Peggy March, Stadtkapelle Offenburg, Paul Perry, Jessica & Vanessa Porter, Semino Rossi, The Wirtschaftswunder                                                                                                   |
| 13  | 7. Dez. 2019     | Weihnachten mit Andy Borg Roberto Blanco, Beatrice Egli, Tom Gaebel, Johannes Kalpers, Judith und Mel, Lagana, Oesch’s dei Dritten, Semino Rossi, Die jungen Zillertaler |
| 14  | 18. Jan. 2020    | Jay Alexander, Bernhard Brink, Gaby Baginsky, Kastelruther Spatzen, Die Paldauer, voXXclub |
| 15  | 15. Feb. 2020    | Lucas Cordalis, Fantasy, Die Ladiner, Tony Marshall, Marc Pircher, Nicol Stuffer |
| 16  | 7. Mrz. 2020     | Die Grubentaler, Reiner Kirsten, Marc Marshall, Mr. Moon, Peter Orloff, Lady Sunshine, Laura Wilde, Winzerkapelle Beckstein |
| 17  | 2. Mai 2020      | Maximilian Arland, Heinrich del Core, Höhner, Johannes Kalpers, Christian Lais, Stefan Mross, Olaf der Flipper, Anna-Carina Woitschack |
| 18  | 30. Mai 2020     | Olaf Berger, Fernando Express, Oli P., Michael Morgan, Ireen Sheer, Wildecker Herzbuben |
| 19  | 13. Jun. 2020    | Gunther Emmerlich, Gäumoggel, Anita & Alexandra Hofmann, Mara Kayser, Marc Marshall, Wind, Giovanni Zarrella |
| 20  | 11. Jul. 2020    | Bodensee Quintett, Florian Fesl, Katharina Herz, Bata Illic, Patrick Lindner, Die Schäfer, Südlife, Angela Wiedl |
| 21  | 1. Aug. 2020     | Gaby Albrecht, Daniela Alfinito, Die Amigos, Heino, Jürgen Renfordt, Yury Revich, Sigrid & Marina, Die jungen Zillertaler |
| 22  | 29. Aug. 2020    | Sašo Avsenik und seine Oberkrainer, Conny & die Sonntagsfahrer, Die DirndlRockBand, Feuerherz, Rudy Giovanni, Eberhard Hertel, Stefanie Hertel, Benny Schnier |
| 23  | 26. Sep. 2020    | Graham Bonney, Jonny Hill, Julia Lindholm, Die Mayrhofner, Monique, Géraldine Olivier, Die Schlagerpiloten |
| 24  | 7. Nov. 2020     | Vincent Gross, Michael Holm, Johnny Logan, Geschwister Niederbacher, Die jungen Original Oberkrainer, Die Paldauer, Peter Orloff, Der Schwarzmeer Kosaken-Chor |
| 25  | 21. Nov. 2020 1  | Gina, Anita & Alexandra Hofmann, Bata Illic, Semino Rossi, Stimmen der Berge, Die jungen Zillertaler, Giovanni Zarrella |
| 26  | 23. Jan. 2021    | Silvio d’Anza, Julian David, Fantasy, Anita & Alexandra Hofmann, Lotti Krekel, Nockis, Junge Paldauer |
| 27  | 6. Feb. 2021     | Uschi Bauer, Dennie Christian, Kastelruther Spatzen, Linda Hesse, Die Lollipops, Ramon Roselly, Relax, Teddy |
| 28  | 6. Mrz. 2021     | Tom Astor, Fernando, Stefan Mross, Quintett Wenzelstein, Dunja Ratjer, Daniel Sommer, voXXclub, Anna-Carina Woitschack |
| 29  | 4. Apr. 2021     | Florian Fesl, René Kollo, Monika Martin, Semino Rossi, Oswald Sattler, Alfons Schuhbeck, Sigrid & Marina, Anna-Maria Zimmermann |
| 30  | 8. Mai 2021      | 3 Mal 1, Die Jauchzaaa, Reiner Kirsten, Peter Petrel, Marie Reim, Semino Rossi, Troglauer |
| 31  | 12. Jun. 2021    | Graham Bonney, Gunther Emmerlich, Die Falschen 50er, Tom Gaebel, Die Heimathelden, Mona, Stefan Mross, Anna-Carina Woitschack, Giovanni Zarrella |
| 32  | 10. Jul. 2021    | Andy Anderson, Bodensee Quintett, Eberhard Hertel, Stefanie Hertel, Claudia Jung, Johannes Kalpers, Olaf der Flipper, Laura Wilde |
| 33  | 7. Aug. 2021     | Die Amigos, Linda Feller, Anita & Alexandra Hofmann, Judith und Mel, Die Lollipops, Mühlbach Quintett, Ramon Roselly, Teddy |
| 34  | 25. Sep. 2021    | Thomas Anders, Peter Kraus, Patrick Lindner, Stefan Mross, Die Schlagerpiloten, Ireen Sheer, Florian Silbereisen, Die jungen Zillertaler |
| 35  | 6. Nov. 2021     | Doppelradler Musikanten, Fantasy, Michael Holm, Mara Kayser, Saskia Leppin, Oli P., Gerda Steiner |
| 36  | 20. Nov. 2021    | Für die Herzenssache Vincent Gross, Anita Hegerland, Anita & Alexandra Hofmann, Oberkrainer Power, Semino Rossi, Bonny Tones, Emilija Wellrock |
| 37  | 4. Dez. 2021     | Gaby Albrecht, G. G. Anderson, Chris Cronauer, Die Geininger, Bata Illic, Rosanna Rocci, Wind |
| 38  | 26. Dez. 2021    | Weihnachten mit Andy Borg Jacqueline Boyer, Bernhard Brink, Natalie Holzner, Die Ladiner, Tony Marshall, Monique, Semino Rossi, voXXclub |
| 39  | 1. Jan. 2022     | Tom Gaebel, Kastelruther Spatzen, Die Lollipops, Helmut Lotti, Margit Sponheimer, Tommy Steib, Teddy, Laura Wilde |
| 40  | 29. Jan. 2022    | Uwe Busse, Die Jauchzaaa, Ricky King, Michael Morgan, Carmen Nebel, Edith Prock, Hansy Vogt, Zweisamkeit |
| 41  | 5. Mrz. 2022     | Florian Fesl, Reiner Kirsten, Julia Lindholm, Peggy March, Marc Marshall, Stimmen der Berge, VolXmusik |
| 42  | 30. Apr. 2022    | Sašo Avsenik und seine Oberkrainer, Conny & die Sonntagsfahrer, Linda Fäh, Ute Freudenberg, Frank Galan, Jonny Hill, Ramon Roselly |
| 43  | 28. Mai 2022     | Beatrice Egli, Elfi Graf, Graziano, Oswald Sattler, Sigrid & Marina, Max Weidner, Tiroler Wind |
| 44  | 11. Jun. 2022    | Captain Freddy, Mark Dean, Mara Kayser, Stefan Mross, Schwarzwaldfamilie Seitz, Anna-Carina Woitschack, Zillertaler Haderlumpen |
| 45  | 2. Jul. 2022     | George Baker, Fantasy, Romy Kirsch, Oesch’s dei Dritten, Mela Rose, Bobby Rosso, Die Thierseer, Die jungen Zillertaler |
| 46  | 10. Sep. 2022    | 3 Mal 1, Rudy Giovannini, Patrick Himmel, Marc Pircher, Die Schlagerpiloten, Schneiderwirt-Trio |
| 47  | 1. Okt. 2022     | Die Geininger, Hansi Hinterseer, i-Düpferl, Saska Leppin, Mario und Christoph, Ramon Roselly, Harry Wijnvoord |
| 48  | 12. Nov. 2022    | Chris Andrews, Die Heimathelden, Helmut Lotti, Mark Keller, Candy Kisses, Lady Sunshine, Luna Klee, Paulina Wagner |
| 49  | 17. Dez. 2022    | Die Grubentaler, Andreas Hastreiter, Kastelruther Spatzen, Petra Kusch-Lück & Roland, Die Lollipops, Marianna Masadi, Alexander Rier, Teddy |
| 50  | 24. Dez. 2022    | Weihnachten mit Andy Borg Tom Gaebel, Heino, Claudia Jung, Semino Rossi, Sigrid & Marina, Trixi-Mädchen-Chor, Die jungen Zillertaler |
| 51  | 1. Jan. 2023     | Patrick Lindner, Eric Philippi, Landfunk Tirol, Tina Rainford, Tokio Sitzbuam, Bonny Tones, Zellberg Buam |
| 52  | 21. Jan. 2023    | Lucas Cordalis, Fäaschtbänkler, Art Garfunkel Jr., Miguel Gaspar, Die Innsbrucker Böhmische, Birgit Langer, Prinzbach Highlanders, Ireen Sheer |
| 53  | 11. Mrz. 2023    | DirndlRockBand, Gitti und Erika, Eberhard Hertel, Stefanie Hertel, Mitch Keller, Reiner Kirsten, Amelie Ricca, Original Willerthaler |
| 54  | 1. Apr. 2023     | Frühlingserwachen Die Fetzig’n aus dem Zillertal, Steven Fischer, Harpo, Monique, Vanessa Neigert, Die Paldauer, Semino Rossi |
| 55  | 29. Apr. 2023    | Die Edlseer, Fantasy, Katharina Herz, Natalie Holzner, Die Ladiner, Stefan Mross, Die Neckar Knurrhähne, Olaf der Flipper |
| 56  | 18. Mai 2023     | Sašo Avsenik und seine Oberkrainer, Cindy Berger, Amore Blue, Linda Feller, Die Freunde, Laffontien Brothers |
| 57  | 3. Jun. 2023     | Die Amigos, Rudy Giovannini, Die Joglländer, Peggy March, The Micci’s, Michael Morgan, Stadtkapelle Offenburg, Ramon Roselly |
| 58  | 17. Jun. 2023    | Bata Illic, Brandheiß, Mara Kayser, Reiner Kirsten, Nockis, Oli P., Laura Wilde, Zellberg Buam |
| 59  | 29. Jul. 2023    | Sommer-Spaß Chris Andrews, Fantasy, Die Jauchzaaa, Mungo Jerry, Luna Klee, Stefan Mross, Stadtkapelle Offenburg, Ramon Roselly, Rosanna Rocci, Semino Rossi, Sigrid & Marina, Truck Stop, Die jungen Zillertaler                                                                                                  |
| 60  | 30. Sep. 2023    | Coro della S.A.T., Eloy de Jong, Fräulein J. & die Tournedos, Die Hattinger Buam, Melanie Payer, Brigitte Traeger, Vincent & Fernando |
| 61  | 24. Nov. 2023    | Für die Herzenssache Sašo Avsenik und seine Oberkrainer, Die Cappuccinos, Die Egerländer Musikanten, Ernst Hutter, Orchester von Ernst Mosch, Peter Kraus, Oli P. |
| 62  | 9. Dez. 2023     | Bumblebees, Laffontien Brothers, Die Lollipops, Helmut Lotti, Imca Marina, Die jungen Mayrhofner, Orchestervereinigung Calmbach, Oswald Sattler, Teddy, Melanie Ve, Veteranenclub Bretzenacker |
| 63  | 17. Feb. 2024 2  | Fausta Gallelli, Kees Haak, Hansi Hinterseer, Claudia Jung, Nick MacKenzie, Dennis Nussbeutel, Marc Pircher, Stimmen der Berge |
| 64  | 27. Apr. 2024    | Steven Böhringer, Die Cappuccinos, Läts Fetz, Petra Frey, Nikolaus Halfmann, Steffen Jäger, Johannes Kalpers, Manfred Münchbach, Frank Schöbel, Bonny Tones, Truck Stop, Voices Rödersheim |
| 65  | 30. Mai 2024 3   | Patrizio Buanne, Degerschlachter Blasmusik, Andreas Hastreiter, Michael Heck, Wolfgang Hofer, Judith und Mel, Sigrid & Marina, Die jungen Zillertaler |
| 66  | 22. Jun. 2024    | G. G. Anderson, Kristina Böhm, Graham Bonney, DooWopMädla, Die Fetzig’n aus dem Zillertal, Luna Klee, Björn Landberg, Musikverein Daxlanden, Rosanna Rocci, Edward Simoni |
| 67  | 27. Jul. 2024    | Die Grubertaler, i-Düpferl, Pia Malo, Penny McLean, Monika Martin, Musikverein Sinzheim, Olaf der Flipper, Silvio Samoni, Ronny Weiland |
| 68  | 17. Aug. 2024    | Silvio d’Anza, Melanie Brugger, Die Lauser, Patrick Lindner, Peter Orloff, Ramon Roselly, Bonny Tones |
| 69  | 21. Sep. 2024    | Martin Domingos, Die Fetzig’n aus dem Zillertal, Kastelruther Spatzen, Die Lollipops, Mara Kayser, Damiano Maiolini, Die Rehinauer Seebären, Semino Rossi, Sigrid & Marina, Teddy |
| 70  | 3. Okt. 2024     | Sašo Avsenik und seine Oberkrainer, Andreas Hastreiter, Jonny Hill, Die Hofers, Reiner Kirsten, Monique, Nico und Leon, Martin Schmid Swingtime |
| 71  | 22. Nov. 2024    | Für die Herzenssache Bodensee Quintett, Damiano Maiolini, Fantasy, Stefanie Hertel, Romy Kirsch, Siw Malmkvist, Mellow |
| 72  | 7. Dez. 2024     | Daniela Alfinito, Trachtengruppe Glott, Michael Hirte, Natalie Holzner, Linda Jung, Laffontien Brothers, Mountain Crew, Markus Wolfahrt, Die jungen Zillertaler |
| 73  | 24. Dez. 2024    | Weihnachten mit Andy Borg Tom Gaebel, Rebecca Immanuel, Johannes Kalpers. Erich Kästner Kinderchor, Luna Klee, Helmut Lotti, Sigrid & Marina, Voices Rödersheim, Ron Williams, Zellberg-Buam |
| 74  | 25. Jan. 2025    | Die Bauernkapelle Midersdorf, Berny Blank, Esteriore Brothers, Oesch's die Dritten, Oliver Haidt, Die Kronwildkrainer, Frank Schöbel, Maris Siegin, Kitty Steiner |
| 75  | 29. Mrz. 2025    | Sašo Avsenik und seine Oberkrainer, Degerschlachter Blasmusik, Petra Frey, Dorthe Kollo, Robin Leon, Mißebner Trio, Mountain Crew, Die Paldauer, Semino Rossi |
| 76  | 1. Mai 2025      | Maxima Befurt, Belsy, Conny & die Sonntagsfahrer, Elia, Linda Feller, Die Fetzig'n aus dem Zillertal, HM-Bigband, Bata Illic, Kastelruther Spatzen, Ramon Roselli |
| 77  | 7. Jun. 2025     | Sommer-Spaß Blaskapelle Offenburg, Esteriore Brothers, Die Fetzig'n aus dem Zillertal, Ensemble der Freilichtbühne Ötigheim, Dieter Hallervorden, Peter Kent, KHG-Orchester Freiburg, Die Lollipops, Monique, Stefan Mross, Daniel Muñoz, Madlen Rausch, Stimmen der Berge, Teddy                                 |

### Best-of-Episoden
| Erstausstrahlung | Titel                           |
| ---------------- | ------------------------------- |
| 1. Jan. 2020     | Die schönsten Momente           |
| 11. Sep. 2021    | Das Beste vom Schlager-Spaß (1) |
| 8. Apr. 2023     | Das Beste (2)                   |
| 25. Nov. 2023    | Das Beste (3)                   |
| 31. Mrz. 2024    | Das Beste (4)                   |

## Produktion

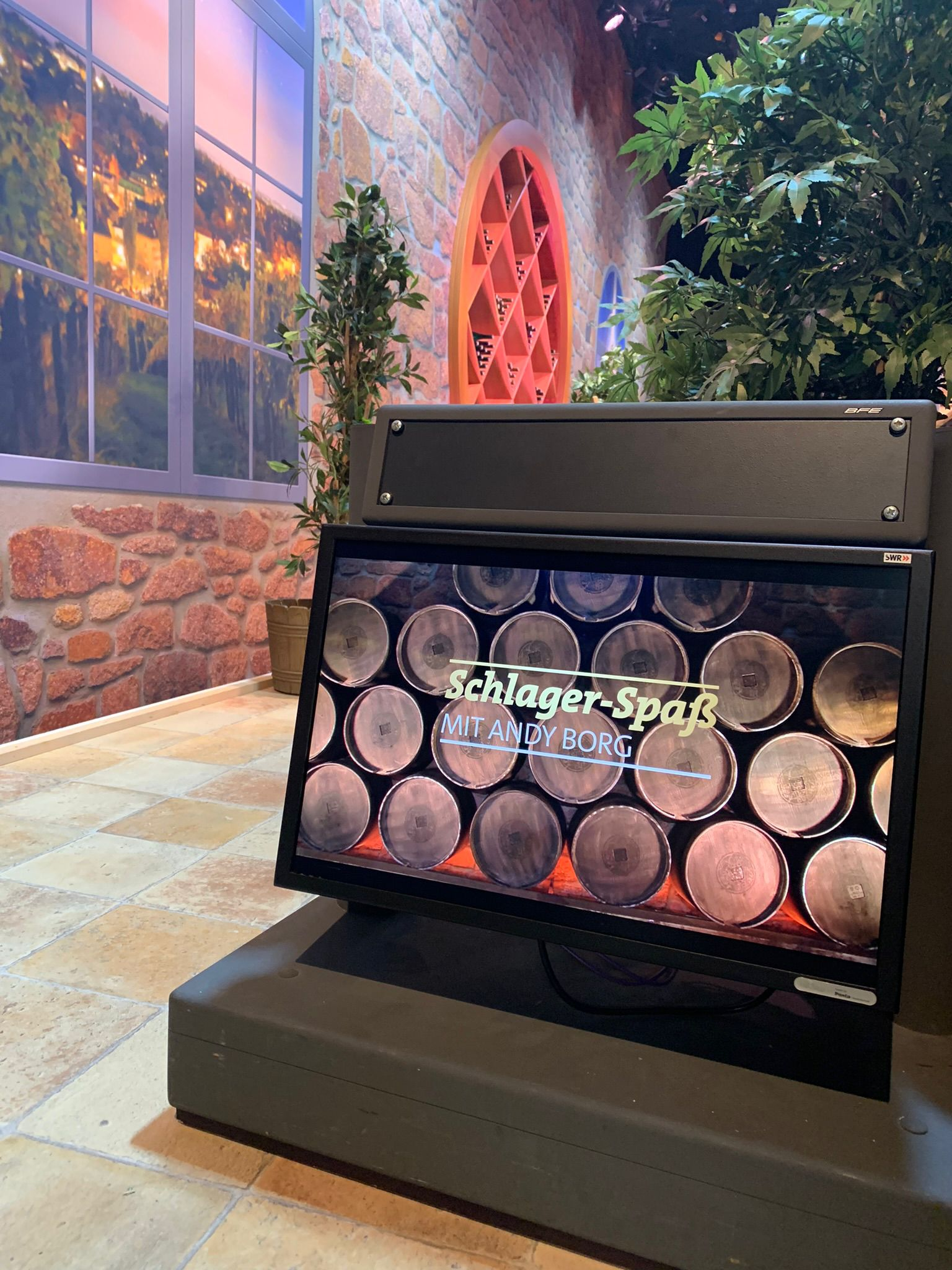
Kulisse von Schlager-Spaß mit Andy Borg im SWR-Funkhaus in Baden-Baden

Die meisten Episoden werden im SWR-Funkhaus Baden-Baden vorproduziert. Die Episoden mit dem Titel Für die Herzenssache werden live ausgestrahlt.
Als Kulisse wird eine traditionell eingerichtete Weinstube verwendet. Neben einer großen und einer kleinen Bühne, die von Weinfässern und Weinlaub eingerahmt sind, gibt es eine Schänke und einen Eingangsbereich.

## Besetzung
Andy Borg wird durch den Musiker Jens Neher und seine Assistentin Alma unterstützt. Neher begleitet die Künstler auf verschiedenen Instrumenten bei ihren Darbietungen. In der Sendung vom 7. Dezember 2024 wurde Neher erstmals durch eine Hausband (Felix, Franz und Manuel von „Die Liederlichen“) musikalisch unterstützt. Die Gäste wechseln von Episode zu Episode.